# Maria Thorisdottir
Maria Thorisdottir (en islandés: Maria Þórisdóttir) (Elverum, Østlandet, Noruega; 5 de junio de 1993) es una futbolista noruega. Juega de defensa y su equipo actual es el Brighton & Hove Albion de la Women's Super League. Es internacional absoluta con la Selección de Noruega desde 2015. Antes de dedicarse profesionalmente al fútbol, jugó al balonmano en la Eliteserien en los clubes Sola HK y Stabæk IF.

## Trayectoria
Antes de comenzar a dedicarse por completo al fútbol, Maria jugaba balonmano en la Eliteserien, primera división del deporte en el país, para los clubes Sola y Stabæk.
| Club                   | País       | Año             |
| ---------------------- | ---------- | --------------- |
| Klepp IL               | Noruega    | 2010 - 2017     |
| Klepp IL II (cesión)   | Noruega    | 2012            |
| Chelsea                | Inglaterra | 2017 - 2021     |
| Manchester United      | Inglaterra | 2021 - 2023     |
| Brighton & Hove Albion | Inglaterra | 2023 - presente |

### Klepp IL
Comenzó su carrera en el Klepp IL de la Toppserien.

### Chelsea (2017-2021)
En septiembre de 2017, fue fichada por el Chelsea inglés. Renovó su contrato con el club en 2019 hasta el año 2021.
En octubre de 2018 sufrió una conmoción cerebral durante un partido, lo que le mantuvo fuera del campo hasta mayo de 2019. En octubre de 2019, sufrió una fractura en la pierna durante un entrenamiento, por lo que tuvo que ser operada.

## Selección nacional
Jugó por la selección de Noruega sub-17 el Campeonato Europeo Femenino Sub-17 de la UEFA 2008-09 en Nyon, donde Noruega obtuvo el cuarto lugar. En 2010 logró clasificar con su equipo al Campeonato Europeo Femenino Sub-19 de la UEFA de 2011, donde perdió en la final por 8-1 ante Alemania. Por llegar a la final, la selección sub-20 de Noruega clasificó a la Copa Mundial Femenina de Fútbol Sub-20 de 2012 en Japón. El seleccionado alcanzó los cuartos de final en la competición, donde nuevamente quedaron eliminados contra Alemania por 4-0 en el marcador.
Su primera convocatoria para la selección de Noruega llegó el 16 de febrero de 2015 para disputar la Copa de Algarve 2015. Debutó en ese torneo ante Islandia. Luego de la copa la selección de Islandia ofreció a la jugadora representar a ese país a nivel internacional. En abril de 2015 fue seleccionada para representar a Noruega en el Mundial de Canadá 2015. También participó en el de Francia 2019.

### Partidos y goles marcados en Mundiales
| Gol                     | Partido | Fecha     | Ubicación | Rival           | Alineación     | Min | Puntuación | Resultado        | Competición      |
| ----------------------- | ------- | --------- | --------- | --------------- | -------------- | --- | ---------- | ---------------- | ---------------- |
| Mundial de Canadá 2015  |         |           |           |                 |                |     |            |                  |                  |
|                         | 1       | 11-6-2015 | Ottawa    | Tailandia       | Principal      |     |            | 1-1 (PE)         | Fase de grupos   |
|                         | 2       | 15-6-2015 | Moncton   | Costa de Marfil | Principal      |     |            | 3-1 (PG)         | Fase de grupos   |
|                         | 3       | 22-6-2015 | Ottawa    | Inglaterra      | 46' ( Rønning) |     |            | 1-2 (PP)         | Cuartos de final |
| Mundial de Francia 2019 |         |           |           |                 |                |     |            |                  |                  |
|                         | 4       | 8-6-2019  | Reims     | Nigeria         | Principal      |     |            | 3-0 (PG)         | Fase de grupos   |
|                         | 5       | 12-6-2019 | Niza      | Francia         | Principal      |     |            | 1-2 (PP)         | Fase de grupos   |
|                         | 6       | 17-6-2019 | Reims     | Corea del Sur   | Principal      |     |            | 2-1 (PG)         | Fase de grupos   |
|                         | 7       | 22-6-2019 | Niza      | Australia       | Principal      |     |            | 1-1 (4-1 p) (PG) | Octavos de final |
|                         | 8       | 27-6-2019 | Le Havre  | Inglaterra      | Principal      |     |            | 0-3 (PP)         | Cuartos de final |

### Partidos y goles marcados en Campeonatos Europeos
| Gol           | Partido | Fecha     | Ubicación | Rival        | Alineación | Min | Puntuación | Resultado | Competición    |
| ------------- | ------- | --------- | --------- | ------------ | ---------- | --- | ---------- | --------- | -------------- |
| Eurocopa 2017 |         |           |           |              |            |     |            |           |                |
|               | 1       | 17-7-2017 | Utrecht   | Países Bajos | Principal  |     |            | 0-1 (PP)  | Fase de grupos |
|               | 2       | 24-7-2017 | Deventer  | Dinamarca    | Principal  |     |            | 0-1 (PP)  | Fase de grupos |

## Estadísticas

### Clubes
Actualizado a los partidos jugados el 2 de marzo de 2020
| Club             | Temporada        | División         | Liga     | Liga  | Copa     | Copa  | Continental | Continental | Total    | Total |
| Club             | Temporada        | División         | Partidos | Goles | Partidos | Goles | Partidos    | Goles       | Partidos | Goles |
| ---------------- | ---------------- | ---------------- | -------- | ----- | -------- | ----- | ----------- | ----------- | -------- | ----- |
| Klepp IL         | 2010             | Toppserien       | 17       | 1     | 0        | 0     | —           | —           | 17       | 1     |
| Klepp IL         | 2011             | Toppserien       | 14       | 4     | 1        | 0     | —           | —           | 15       | 4     |
| Klepp IL         | 2012             | Toppserien       | 7        | 1     | 0        | 0     | —           | —           | 7        | 1     |
| Klepp IL         | 2013             | Toppserien       | 0        | 0     | 0        | 0     | —           | —           | 0        | 0     |
| Klepp IL         | 2014             | Toppserien       | 5        | 0     | 1        | 0     | —           | —           | 6        | 0     |
| Klepp IL         | 2015             | Toppserien       | 14       | 1     | 2        | 1     | —           | —           | 16       | 2     |
| Klepp IL         | 2016             | Toppserien       | 0        | 0     | 0        | 0     | —           | —           | 0        | 0     |
| Klepp IL         | 2017             | Toppserien       | 14       | 1     | 3        | 1     | —           | —           | 17       | 2     |
| Klepp IL         | Total            | Total            | 71       | 8     | 7        | 2     | —           | —           | 78       | 10    |
| Chelsea          | 2017–18          | FA WSL           | 10       | 0     | 7(a)     | 0     | 7           | 0           | 24       | 0     |
| Chelsea          | 2018–19          | FA WSL           | 5        | 0     | 3(b)     | 0     | 2           | 1           | 10       | 1     |
| Chelsea          | 2019–20          | FA WSL           | 5        | 1     | 3(b)     | 0     | —           | —           | 8        | 1     |
| Chelsea          | Total            | Total            | 20       | 1     | 13       | 0     | 9           | 1           | 42       | 2     |
| Total de carrera | Total de carrera | Total de carrera | 91       | 9     | 20       | 2     | 9           | 1           | 120      | 12    |

## Palmarés

### Chelsea
- FA Women's Super League: 2017-18, 2019-20
- Women's FA Cup: 2018
- FA Women's League Cup: 2020

### Noruega
- Campeonato Europeo Sub-19: 2011

## Vida personal
Thorisdottir nació en Noruega, su madre es noruega y su padre Thorir Hergeirsson es islandés, es entrenador de la Selección femenina de balonmano de Noruega. Durante su infancia, formaba parte de un grupo de malabares con otros cinco chicos.